# 黃茅洲 (香港)
黃茅洲（英語：Wong Mau Chau）是香港的一個島嶼，地區行政上屬於西貢區。它位於西貢東郊野公園對開海面，在米粉咀對開海域，塔門以東南。黃茅洲上並沒有居民居住。在1922年香港繪製地圖中稱為South Gau。
島上有小型沙灘，沙灘後方有貴妃池。黃茅洲最高點設有編號118的白色燈塔。